# Шато л’Евек
Шато л’Евек (фр. Château-l'Evêque) насеље је и општина у југозападној Француској у региону Аквитанија, у департману Дордоња која припада префектури Периже.
По подацима из 2011. године у општини је живело 2099 становника, а густина насељености је износила 58,83 становника/km². Општина се простире на површини од 35,68 km². Налази се на средњој надморској висини од 103 метара (максималној 233 m, а минималној 92 m).

## Демографија
| 1962. | 1968. | 1975. | 1982. | 1990. | 1999. | 2011. |
| ----- | ----- | ----- | ----- | ----- | ----- | ----- |
| 1.155 | 1.173 | 1.235 | 1.378 | 1.701 | 1.760 | 2.099 |

График промене броја становника у току последњих година